# Macintosh IIx
Macintosh IIxは、1988年9月から1990年10月までApple Computerが設計・製造・販売したデスクトップコンピュータ。このモデルは、初代Macintosh IIのアップデートとして導入され、16MHzのMC68020 CPUとMC68881 FPUを、同じクロック速度で動作するMC68030 CPUとMC68882 FPUに置き換えたものである。IIxの初期価格は、7,769米ドル（2019年の16,795米ドルに相当）または5インチ40MBのハードドライブを搭載したバージョンで9,369米ドル（2019年の20,254米ドルに相当）だった。
800KBのフロッピードライブは1.44MBのSuperDriveに置き換えられるが、IIxはこれを標準搭載した初のMacintoshである。
Macintosh IIxは、0.25 KiBのL1インストラクションキャッシュ、0.25 KiBのL1データキャッシュ、16MHzバス（CPU速度で1:1）を搭載し、System 7.5.5までサポートしていた。
IIxは、この筐体を使用した3つのMacintoshモデルの2番目であり、デュアルフロッピードライブと6つのNuBusスロットを使用でき、最後のモデルはMacintosh IIfxだったAppleの当時の命名法では「x」の使用は、Macintosh IIcxおよびIIvxで使用されている '030CPUの存在を示していた。
IIxのサポートとスペアパーツの供給は1998年8月31日に終了した。